# Gaston Heuet
Gaston Heuet (Buenos Aires, 11 novembre 1892 – Grandvilliers, 18 gennaio 1979) è stato un mezzofondista francese.

## Biografia
Nel 1924 partecipò ai Giochi olimpici di Parigi, conquistando il bronzo nella corsa campestre a squadre insieme ad Henri Lauvaux e Maurice Norland.

## Palmarès
| Anno | Manifestazione  | Sede      | Evento           | Risultato | Prestazione | Note |
| ---- | --------------- | --------- | ---------------- | --------- | ----------- | ---- |
| 1912 | Giochi olimpici | Stoccolma | 5000 m piani     | Batteria  | dnf         |      |
| 1912 | Giochi olimpici | Stoccolma | 10000 m piani    | Finale    | dns         |      |
| 1920 | Giochi olimpici | Anversa   | 10000 m piani    | Finale    | dnf         |      |
| 1920 | Giochi olimpici | Anversa   | 3000 m a squadre | 4º        | 30 p.       |      |
| 1920 | Giochi olimpici | Anversa   | Cross            | 8º        | 28'10"0     |      |
| 1920 | Giochi olimpici | Anversa   | Cross a squadre  | 5º        | 40 p.       |      |
| 1924 | Giochi olimpici | Parigi    | 10000 m piani    | 12º       | 32'52"0     |      |
| 1924 | Giochi olimpici | Parigi    | Cross            | 10º       | 37'52"0     |      |
| 1924 | Giochi olimpici | Parigi    | Cross a squadre  | Bronzo    | 20 p.       |      |